# Peter Tägtgren
 (février 2023).
Peter Tägtgren, né le 3 juin 1970 à Grangärde, est un musicien suédois. 
Il est le fondateur, compositeur principal, chanteur et guitariste du groupe de death/black metal Hypocrisy. 
Bien qu'Hypocrisy soit son groupe principal, il a aussi travaillé dans de nombreux autres projets de metal suédois, dont Pain (metal industriel) où il s'occupe de tous les instruments y compris le chant, et a composé toutes les chansons, Lock Up (grindcore/death metal), dans lequel il était le chanteur, The Abyss (black metal), où il s'occupe de la batterie, de la basse et du chant, War (black metal), où il s'occupa de la batterie, et plus récemment Bloodbath (death metal), encore avec lui au chant. Il fut aussi guitariste live pour les groupes Marduk et E-Type. En 2012, il chante sur deux morceaux de l'album du groupe de power metal Sabaton, Carolus Rex. Il est aussi le cofondateur, compositeur et interprète du groupe Lindemann.
En plus de cela, Peter Tägtgren est un producteur de musique renommé, il possède son propre studio (The Abyss), il mixe et s'occupe de groupes tels que Dimmu Borgir, Immortal et Children of Bodom.
Peter Tägtgren commença à jouer de la batterie à 9 ans, et plus tard il apprit à jouer de la guitare, de la basse et du clavier. En plus de cela, il est le chanteur de ses deux groupes principaux, Hypocrisy et Pain.
Après la dissolution de "Conquest", son premier groupe, il décida d'émigrer aux États-Unis.  Là bas, il devint partie intégrante de la scène death metal après quelques sessions avec le guitariste de Malevolent Creation, Phil Fasciana.
Il commença Hypocrisy (à l'époque un projet individuel) et joua tous les instruments lui-même. Tägtgren signa un contrat d'enregistrement avec le label indépendant Nuclear Blast.
Pendant l'enregistrement de son album Dancing with the Dead (Pain), son cœur a arrêté de battre pendant quelques secondes, ce qui l'inspira pour écrire la chanson Dancing with the Dead.[réf. nécessaire]
En plus de cela, Tägtgren possède un village en Suède appelé Pärlby. Ce village compte environ 120 habitants et est à environ trois heures au nord-ouest de Stockholm.

## Discographie
- Algaion - Vox Clamentis (batterie)
- Bloodbath - Nightmares Made Flesh (chant)
- Edge of Sanity - Infernal (guitare solo sur un titre)
- The Abyss - Summon the Beast (chant, batterie, basse)
- The Abyss - The Other Side (chant, batterie, basse)
- Hypocrisy - Penetralia (guitare)
- Hypocrisy - Osculum Obscenum (guitare)
- Hypocrisy - The Fourth Dimension (guitare, chant)
- Hypocrisy - Abducted (guitare, chant)
- Hypocrisy - The Final Chapter (guitare, chant,basse)
- Hypocrisy - Hypocrisy (guitare, chant)
- Hypocrisy - Into the Abyss (guitare, chant)
- Hypocrisy - Catch 22 (guitare, chant)
- Hypocrisy - The Arrival (guitare, chant)
- Hypocrisy - Virus (guitare, chant)
- Hypocrisy - A Taste Of Extreme Divinity (guitare, chant)
- Hypocrisy -  End of Disclosure (guitare, chant)
- Lock Up -  Pleasures Pave Sewers (chant)
- Pain - Pain (chant, tous les instruments)
- Pain - Rebirth (chant, tous les instruments)
- Pain - Nothing Remains the Same (chant, tous les instruments)
- Pain - Dancing With The Dead (chant, tous les instruments)
- Pain - "Live Is Overrated" (DVD)
- Pain - Psalms Of Extinction (chant, tous les instruments)
- Pain - Cynic Paradise (chant, tous les instruments)
- Pain - You Only Live Twice (chant, tous les instruments sauf batterie)
- Pain - Coming Home (chant, tous les instruments)
- Therion - A'arab Zaraq - Lucid Dreaming (producteur, guitare, piano)
- War - Total War (batterie)
- Lindemann - Skills In Pills (Projet solo avec Till Lindemann de Rammstein, Chants et Instruments)
- Lindemann - F & M (Chants et Instruments)

### Crédits de production
- Loudblast - Frozen Moments Between Life and Death
- Borknagar - Quintessence
- Celtic Frost - Monotheist
- Children of Bodom - Follow the Reaper
- Children of Bodom - Halo of Blood
- Dark Funeral - The Secrets of the Black Arts
- Dark Funeral - Vobiscum Satanas
- Dark Funeral - Teach Children to Worship Satan
- Dark Funeral - In the Sign...
- Dark Funeral - Diabolis Interium
- Dimmu Borgir - Enthrone Darkness Triumphant
- Dimmu Borgir - Godless Savage Garden
- Dimmu Borgir - Spiritual Black Dimensions
- Dimmu Borgir - Stormblåst MMV
- Fleshcrawl - Bloodsoul
- Fleshcrawl - Bloodred Massacre
- Immortal - At the Heart of Winter
- Immortal - Damned in Black
- Immortal - Sons of Northern Darkness
- Love Like Blood - Snakekiller
- Old Man's Child - Revelation 666 - The Curse of Damnation
- Overkill - Ironbound
- Rotting Christ - Khronos
- Septic Flesh - The Great Mass
- Susperia - Predominance
- Susperia - Vindication
- Therion - A'arab Zaraq - Lucid Dreaming
- Belphegor - Blood Magick Necromance
- Enthroned - The Apocalypse Manifesto

Il a également produit tous les disques de Pain, Hypocrisy et Lindemann depuis 1994.

## Sources
1. ↑  (en) Kevin Stewart-Panko, « Hypocrisy » (version du 6 mai 2006 sur Internet Archive), Decibel, janvier 2006.